# Богопільська волость
Богопільська волость — історична адміністративно-територіальна одиниця Балтського повіту Подільської губернії Російської імперії. Волосний центр — містечко Богопіль.
Станом на 1885 рік складалася з 15 поселень, 12 сільських громад. Населення — 10179 осіб (5004 чоловічої статі та 5175 — жіночої), 930 дворових господарств.
|                     | Площа, десятин | У тому числі орної, дес. |
| ------------------- | -------------- | ------------------------ |
| Сільських громад    | 13404          | 8968                     |
| Приватної власності | 17492          | 8613                     |
| Казенної власності  |                |                          |
| Іншої власності     | 630            | 478                      |
| Загалом             | 31526          | 18059                    |

- Богопіль (містечко)
- Болеславчик
- Довга Пристань
- Єрмолаївка
  - Широченко
- Забори[2]
- Кам'яна Балка
- Кінецьпіль (містечко)
- Кримка
- Кумарі
- Лащівка[3]
  - Лукашівка
- Миколаївка
- Підгур'я
- Паромівка[4][5][6]
- Станіславчик (Забузький)
  - Мещан
- Чаусове (Забузьке)